# مدینا یورو فوله
مدینا یورو فوله (به لاتین: Médina Yoro Foulah Department) یک منطقهٔ مسکونی در سنگال است که در ناحیه کولدا واقع شده‌است. مدینا یورو فوله ۱۳۸٬۰۸۴ نفر جمعیت دارد.